# Akiva Jaglom
Akiva Moiseevič Jaglom (in russo  Аки́ва Моисеевич Яглом?; Charkiv, 6 marzo 1921 – Boston, 13 dicembre 2007) è stato un matematico, fisico e meteorologo sovietico, poi russo. È noto principalmente per i suoi lavori sulla teoria statistica della turbolenza e sui processi stocastici.
Era fratello di Isaak Jaglom, anch'egli matematico.

## Biografia
Akiva Jaglom nacque il 6 marzo 1921 a Charkiv, in Ucraina, dalla famiglia di un ingegnere. Aveva un fratello gemello, Isaak, che sarebbe diventato anche lui un famoso matematico. Quando i fratelli Jaglom avevano cinque anni, la famiglia si trasferì a Mosca. I due fratelli erano entrambi appassionati di matematica, tanto che nel 1938 condivisero il primo premio al concorso matematico di Mosca per studenti. Jaglom si iscrisse all'Università Statale di Mosca nel 1938, dove studiò fisica e matematica. A causa della guerra, completò il suo quarto anno presso l'Università statale di Sverdlovsk laureandosi nel 1942. Sia lui che il fratello avevano provato ad arruolarsi come volontari, ma le loro domande non furono accettate a causa dei loro problemi alla vista. Dopo un breve periodo di lavoro presso l'Osservatorio geofisico, Jaglom entrò a far parte dell'Istituto di matematica Steklov dell'Accademia delle scienze dell'URSS, dove conseguì il dottorato di ricerca nel 1946 sotto la supervisione di Andrej Kolmogorov. Il titolo della sua tesi era "Sulla reversibilità statistica del moto browniano".
Dopo aver conseguito il dottorato, a Jaglom fu offerto un posto di lavoro presso l'Istituto Lebedev di fisica dai futuri premi Nobel Igor Tamm e Vitaly Ginzburg, ma rifiutò l'offerta perché ciò gli avrebbe richiesto di occuparsi di problemi applicativi relativi allo sviluppo di armi nucleari. Entrò invece a far parte dell'Istituto di fisica atmosferica dell'Accademia delle scienze dell'URSS, lavorando presso il Laboratorio di turbolenza atmosferica per più di 45 anni. Nel 1955 conseguì il titolo di Dottore in Scienze (un titolo di livello superiore rispetto al dottorato) con una tesi intitolata "La teoria della correlazione tra processi continui e campi con applicazioni ai problemi di esplorazione statistica delle serie temporali e alla teoria della turbolenza".
Jaglom fu anche professore ordinario presso la Facoltà di Teoria delle probabilità (che era stata istituita da Kolmogorov) del Dipartimento di matematica e meccanica dell'Università statale di Mosca. Nel 1992, Jaglom emigrò negli Stati Uniti, trasferendosi presso il Massachusetts Institute of Technology. Morì a Boston, in Massachusetts, il 13 dicembre 2007.

## Ricerche
Jaglom lavorò in molti settori della matematica applicata e della statistica, inclusa la teoria dei processi stocastici e la teoria statistica della meccanica dei fluidi. I suoi studi iniziali sulla teoria delle funzioni stocastiche furono pubblicati in lungo articolo del 1952 che apparve sulla rivista Uspekhi Fizicheskikh Nauk, che fu poi ripubblicato tradotto negli Stati Uniti. Il suo studio sulla struttura locale del campo di accelerazione in un flusso turbolento dimostrò il fatto che lo spettro in frequenza dell'accelerazione lagrangiana di una particella fluida in un flusso turbolento è costante. Questo risultato fu successivamente ricavato in modo indipendente da Werner Heisenberg.

## Premi e riconoscimenti
Jaglom ricevette nel 1988 l'Otto Laporte Award dell'American Physical Society nel 1988 per il suo "contributo fondamentale alla teoria statistica della turbolenza e allo studio della sua struttura matematica sottostante". Poco prima di morire, l'European Geosciences Union gli conferì la Medaglia Richardson, per i suoi "eminenti e pioneristici contributi allo sviluppo delle teorie statistiche della turbolenza, della dinamica atmosferica e della diffusione, incluse tecniche spettrali e modelli a cascata e stocastici.

## Libri
Jaglom fu autore di sei libri e circa 120 articoli di ricerca. La maggior parte dei suoi materiali è statafu pubblicata anche in inglese e in molte altre lingue. In particolare la monografia intitolata Statistical Fluid Mechanics, con coautore Andrej Monin, è considerata un'opera fondamentale nel suo campo. Scrisse anche due libri con suo fratello Isaak.
- A. M. Yaglom, An Introduction to the Theory of Stationary Random Functions, Dover Publications, 1962
- A. M. Yaglom e I. M. Yaglom, Challenging Mathematical Problems With Elementary Solutions, Volume 1, Dover Publications, 1987
- A. M. Yaglom e I. M. Yaglom, Challenging Mathematical Problems With Elementary Solutions, Volume 2, Dover Publications, 1987
- A. S. Monin e A. M. Yaglom, Statistical Fluid Mechanics: Mechanics of Turbulence, Dover Publications, 2007